# 笹瀬弘樹
笹瀬 弘樹（ささせ ひろき、1989年8月17日 - ）は、日本の陸上競技選手。専門は棒高跳。棒高跳日本中学・元高校記録保持者（歴代2位）。マラケシュ世界ユース選手権日本代表。静岡県浜松市出身。新居町立新居中学校・浜松市立高等学校・早稲田大学スポーツ科学部卒業、スズキアスリートクラブ所属。静岡県のクラブチームTOMORUNに所属し、2022年より監督を務める。

## 経歴
2002年
- 新居町立新居中学校に入学。

2003年
- 全日本中学校陸上競技選手権大会で4m50cm(中2歴代2位)で史上初の2年生優勝。

2004年
- 全日本中学校陸上競技選手権大会で4m76cmの大会新記録をマークして優勝。学年別が廃止された93年以降、全種目を通じて男子としては史上初の連覇。
- 日本中学新記録(4m92cm)を樹立。

2005年
- 浜松市立高等学校に入学。
- モロッコのマラケシュで行われた世界ユース選手権で8位入賞の快挙を成し遂げる。
- インターハイ2位

2006年
- インターハイ優勝
- 国体少年男子A棒高跳びにて5m31cmの大会新記録で優勝。この記録で棒高跳び日本高校2年新記録（前自己記録5m26cm）、日本高校歴代2位記録（前記録5m30cm）を樹立。

2007年
- 佐賀県で開催されたインターハイで、澤野大地の保持していた日本高校記録を9年ぶりに1cm更新する5m41cmの日本高校新記録で優勝し2連覇を達成した。
- 国体少年男子A棒高跳で5m20cmを跳んで優勝。
- 大分県で行われた日本ジュニア陸上競技選手権大会にて、それまでの澤野大地の持っていた大会記録を10cm更新する5m40cmで優勝。

2009年
- 5月3日　第25回静岡国際陸上競技大会で5m45cmを跳んで2位
- 7月25日 台湾国際陸上競技大会で5m50cmを跳んで優勝
- 9月6日  第78回日本学生陸上競技対校選手権大会で5m50の自己タイ記録で優勝

## 年次ベスト
- 2003年 4m50cm (中2歴代2位)
- 2004年 4m92cm (日本中学記録)
- 2005年 5m10cm (高1歴代2位タイ)
- 2006年 5m31cm (高2歴代2位)
- 2007年 5m41cm (高校歴代2位)
- 2008年 5m40cm
- 2009年 5m50cm
- 2010年 5m50cm
- 2011年 5m40cm

## 特徴
- 浜松市立高校の恩師・杉井將彦監督を崇拝している。
- 高校の各学年の最高記録をマークしている（1年時は最高タイ記録）。
- 小学生から中学1年生までかなり真剣にサッカーをやっており、当時の将来の夢はJリーガーになることであった。事実陸上競技をやっていなかったら高校はサッカーの強豪校に進んでいたとインタビューで答えている。好きなサッカー選手は中村俊輔。

## 主な受賞歴
- 静岡新聞社スポーツ賞優秀選手賞（2006年）